# Denham Brown
Denham W. Brown (Toronto, Ontario, 6 de enero de 1983) es un exjugador de baloncesto canadiense que disputó ocho temporadas como profesional en diferentes equipos de tres continentes. Con 1,98 metros de estatura, jugaba en la posición de alero.

## Trayectoria deportiva

### Escuela secundaria
En su último partido de high school en West Hill Collegiate, anotó 111 puntos en un partido que acabó con el marcador 150-58.

### Universidad
Jugó durante cuatro temporadas con los Huskies de la Universidad de Connecticut, en las que promedió 9,4 puntos y 3,9 rebotes por partido. En 2004 se proclamaron campeones de la NCAA.

### Profesional
Fue elegido en la cuadragésima posición del Draft de la NBA de 2006 por Seattle SuperSonics, pero fue despedido tras la pretemporada. Meses después entra en el Draft de la NBA D-League, siendo elegido en octava posición por los Tulsa 66ers, donde en su única temporada en el equipo promedia 18,6 puntos y 5,4 rebotes por partido.
En 2007 ficha por el Galatasaray, reforzando el equipo para el final de la temporada, disputando 4 partidos de liga regular y 5 más de play-offs, promediando 4,2 puntos y 2,0 rebotes. Al año siguiente se marcha a la liga italiana para jugar en el Tisettanta Cantù, donde en una temporada promedia 9,5 puntos y 4,8 rebotes por partido.
Regresa a la NBA D-League en 2008, donde vuelve a entrar en el draft, siendo elegido por los Utah Flash en la novena posición, pero acaba jugando en los Dakota Wizards, y posteriormente en los Iowa Energy, promediando esa temporada 13,2 puntos y 4,2 rebotes por partido.
Tras un breve paso por los Marinos de Anzoátegui de la liga venezonala, en 2010 ficha por el BC Dnipro Dnipropetrovsk de la Superliga de Ucrania, donde en su primera temporada promedió 13,6 puntos, 5,8 rebotes y 2,9 asistencias por partido.